# Supernoobs
Supernoobs er en canadisk animeret action-eventyr-tv-serie, som blev sendt på Teletoon fra 2015 til 2019. Serien blev produceret af Nerds Corps Entertainment, I Danmark havde serien premiere den 5. december 2015 fra Cartoon Network. Der 6 sæsoner med 63 afsnit som har en varighed på 22 minutter.

## Danske stemmer
- Niclas Mortensen som Kevin